# Tata Matilda e il grande botto
Tata Matilda e il grande botto (Nanny McPhee and the Big Bang) è un film del 2010 diretto da Susanna White, tratto dalla serie di libri Tata Matilda della scrittrice inglese Christianna Brand, sequel del film Nanny McPhee - Tata Matilda del 2005.

## Trama
Inghilterra, 19 giugno 1944. Durante la Seconda guerra mondiale, Isabel Green cerca di portare avanti la sua fattoria e il suo negozio dopo la difficile separazione dal marito Rory, partito come soldato. La donna non ha però vita facile a causa della sua anziana e pasticciona aiutante Mrs. Docherty, che combina solo disastri nel negozio e i suoi tre figli, Norman, Megsie e Vincent, spesso intenti a litigare fra loro; come se non bastasse la signora Green è assillata dal cognato lo zio Phil, giocatore d'azzardo scapestrato che cerca di convincerla continuamente a vendere la fattoria, per saldare il suo enorme debito con la proprietaria del casinò, la signora Biggles. La donna invia persino due sicarie, Miss Topsey e Miss Turvey, a minacciarlo di prendersi i suoi reni se non avesse pagato entro i termini previsti. La situazione diventa ancora più impossibile con l'arrivo dei cugini di città Cyril e Celia Gray due fratelli spocchiosi e altezzosi, mandati dai loro genitori in campagna a seguito dei bombardamenti tedeschi su Londra. 
Sin da subito, i cinque ragazzini dimostrano di non sopportarsi a vicenda e iniziano ad aggredirsi verbalmente e fisicamente tra loro. Quella stessa sera mentre Isabel tenta disperatamente di calmarli, si presenta alla loro porta Tata Matilda che, dopo averli esortati a smettere ed essere stata completamente ignorata, usando la magia li costringe ad azzuffarsi contro la loro volontà e a distruggere tutto. Quando stanno per essere costretti a buttare nel fuoco le lettere inviate dal signor Green dal fronte, i bambini si scusano a vicenda e Tata Matilda rimette tutto a posto. Compiaciuta di come la donna sia riuscita a ristabilire l'ordine nella casa, Isabel le chiede di restare con loro.
Quella sera stessa lo zio Phil non riuscendo a convincere la cognata a cedere la fattoria, decide di fare scappare i maialini che Norman vuole vendere per riuscire a pagare l'ultima rata del loro trattore, indispensabile per mietere il campo di grano. 
Il mattino seguente i bambini scoprono che gli animali sono fuggiti e si adoperano per recuperarli. Tata Matilda per costringere anche i cugini a collaborare, incanta i maialini per renderli più agili e veloci. I protagonisti divertiti e coinvolti, elaborano insieme un piano riuscendo a riprendere i porcellini e perfino a venderli il doppio del loro prezzo, mandando così in fumo il piano di zio Phil. 
Per festeggiare il successo della vendita, Isabel organizza un picnic al quale si presentano anche il marito della signora Docherty, un anziano e buffo membro dell'ARP e il "signor Edelweiss" un corvo conoscente di Tata Matilda, con il brutto vizio di mangiare lo stucco delle finestre. L'allegria della scampagnata viene tuttavia interrotta dall'arrivo dello zio Phil, il quale porta loro un telegramma da lui falsificato in cui si annuncia che il signor Green è morto in guerra. Isabel precipita nello sconforto per la disperazione e il cognato ne approfitta per convincerla a vendere la fattoria.
Norman tuttavia ritiene che il padre non sia veramente deceduto e insieme a Cyril si reca a Londra a bordo del sidecar di Tata Matilda per andare al ministero della guerra dove lavora il padre del ragazzo, Lord Gray e assicurarsi che il telegramma consegnato dallo zio Phil dica il vero. Egli tuttavia inizialmente non intende aiutare il nipote nemmeno su richiesta del figlio, in quanto arrabbiato con la sorella per aver disonorato la famiglia sposando un uomo povero invece di uno ricco, ma Cyril fa notare che per una vera e propria beffa del destino il matrimonio della zia, seppur sposata con un uomo povero ma basato sull'amore funziona mentre quello del padre, basato sulla ricchezza e il prestigio è andato in frantumi in quanto lui e la moglie stanno per divorziare e come abbiano reso infelici le vite dei loro stessi figli. Cyril fa inoltre capire al padre come per tutto quel tempo non abbia mai aiutato economicamente ed emotivamente la sorella come avrebbe dovuto fare invece di abbandonarla a se stessa. Realizzando che il figlio ha ragione, decide di aiutarli e scopre che il padre dei nipoti è disperso in battaglia. Mentre Isabel sta per firmare il contratto di vendita, un aereo tedesco lascia cadere per sbaglio una bomba sul campo di grano che fortunatamente rimane inesplosa. Quando Norman, Cyril e Tata Matilda tornano a casa riferiscono che il signor Green non è morto, ma solo disperso in battaglia e che Phil aveva falsificato il telegramma. Dopo aver ammanettato lo zio alla stufa, la famiglia esce per disinnescare la bomba prima che distrugga il raccolto e non solo.
Il signor Docherty esperto in materia tenta di disinnestare lui stesso l'esplosivo, ma cade dalla scala e sviene. I bambini sono così costretti a collaborare e usare il manuale di disinnesco dell'uomo. Nel frattempo lo zio Phil viene raggiunto dalle sicarie della signora Biggles, le quali gli comunicano che la loro principale non vuole più i suoi reni ma vuole addirittura impagliarlo vivo.
Quando i ragazzi intanto arrivano all'ultimo filo della bomba da tagliare, scoprono che è protetto da uno strato di stucco e che il conto alla rovescia è partito. Fortunatamente, il signor Edelweiss mangia il mastice e permette loro di tagliare il filo all'ultimo secondo ma purtroppo, trattandosi di stucco esplosivo la cornacchia si gonfia e rischia di scoppiare. Tata Matilda si occupa di impedirlo facendo ruttare l'uccello e permettendogli di espellere l'aria. Il flusso è talmente forte che il grano viene mietuto e raccolto mentre le due sicarie, che stavano per uccidere Phil, vengono fortunatamente spazzate via salvando l'uomo da morte certa.
Così tra le varie avventure i bambini apprendono tutte le lezioni di Tata Matilda, che a quel punto si allontana e se ne va con il signor Edelweiss. La situazione lascia tutti sorpresi tranne la signora Docherty la quale ricorda come la bambinaia odiasse gli addii, rivelando di essere la piccola Aggy la sorella più  giovane dei fratelli Brown. La famiglia Green le correrà dietro tentando di raggiungerla per convincerla a restare, ma durante la corsa si imbatterà nel felice ritorno del padre Rory. Questo farà capire anche a loro che Tata Matilda aveva ragione: ormai, pur volendole molto bene, è arrivato per lei il momento di andare perché non hanno più bisogno del suo aiuto.

## Personaggi
- Isabel Green: è la madre della famiglia Green; la sua vita è inizialmente impossibile e per orgoglio non volendo accettare di avere bisogno di aiuto crede di poter fare tutto da sola ma ci penserà Tata Matilda a cambiarle le cose. Quando starà per vendere la fattoria, suo figlio Norman le farà cambiare idea.
- Norman Green: è il maggiore dei tre figli. Ha 12 anni e sente dentro di sé che il padre è ancora vivo, e ne avrà la conferma.
- Megsie Green: è la figlia di mezzo. Ha 11 anni ed è lei a disinnescare la bomba trovata nel giardino e diventerà la migliore amica di Celia.
- Vincent Green: è il più piccolo fra i tre figli. Sarà il primo a stringere un rapporto affettuoso con Tata Matilda fin dall'inizio e come età ha 6 anni.
- Cyril Gray: è il cugino di Norman, Vincent e Megsie, nipote di Isabel e fratello di Celia. Molto viziato e spocchioso, alla fine stringerà però un buon rapporto con i cugini ed ha la stessa età di Norman.
- Celia Gray: l'altra cugina di Norman, Vincent e Megsie nonché seconda nipote di Isabel e sorella di Cyril e coetanea di Norman. Come il fratello anche lei all'inizio è molto viziata e spocchiosa, ma poi farà amicizia con Megsie diventando la sua migliore amica.
- Tata Matilda: è la stessa tata della pellicola precedente, venuta in soccorso per aiutare una nuova famiglia impartendo le proprie lezioni.
- Signora Docherty: è l'allegra e pasticciona aiutante di Isabel nel suo negozio. Alla fine confessa di essere la piccola Aggie della pellicola precedente.
- Phil: è il cognato di Isabel. Bisognoso di soldi, incita la cognata a vendergli la fattoria ed è il fratello maggiore di Rory Green.